# Eglwysbach
Eglwysbach est un village et une communauté du borough de comté de Conwy, au pays de Galles.
Il est situé dans le nord du borough de comté, à une douzaine de kilomètres au sud de la ville de Conwy. Au recensement de 2011, la communauté d'Eglwysbach comptait 935 habitants.